# Kaple svatého Huberta (Karlova Studánka)
Kaple svatého Huberta se nachází na katastrálním území Karlova Studánka v okrese Bruntál. Je postavena na jižním okraji lázní v památkové zóně, je chráněna jako kulturní památka a je zapsána v Ústředním seznamu kulturních památek ČR.

## Popis

### Exteriér
Drobná dřevěná stavba kaple, která byla postavena pravděpodobně v letech 1757–1758, se nachází v památkové zóně Karlovy Studánky, která byla prohlášena Vyhláškou 413/2004 ze dne 24. června 2004. Kaple je postavena na kamenné podezdívce na půdorysu osmistěnu zakončena zvonovitou střechou lucernou s cibulovou bání, makovicí a křížem. Střecha je krytá šindelem. Stěny kaple jsou deštěné. K pravoúhlému vstupu vedou čtyři kamenné schody. Nad vstupem je oválné okno, v závěru je obdélné okno s půlkulatým závěrem.

### Interiér
Barokní oltář je tvořen novodobou mensou a predellou. Nad oltářem je zavěšen obraz svatého Huberta z roku 1758 namalovaný Janem Kryštofem Handkem. V dolní části obrazu je znak Klementa Augusta, velmistra řádu německých rytířů. Plochý strop je ozdoben malbou představující hold venkovského lidu svaté Trojici. Na bočních stěnách jsou zavěšeny obrazy, které nesou letopočet 1758 a podpisy nebo iniciály donátorů – vrchnostenských úředníků panství řádu německých rytířů.
Seznam obrazů: Navštívení Panny Marie, svatá Rodina, svatý Antonín z Padovy, svatý Karel Boromejský, svatá Jenovéfa Brabantská, svatý Eustach, svatý Ivan, svatý Jiří, Alžběta Durynská, Klanění sv. Tří králů a Smrt svatého Františka Xaverského.